# لی ژنشی

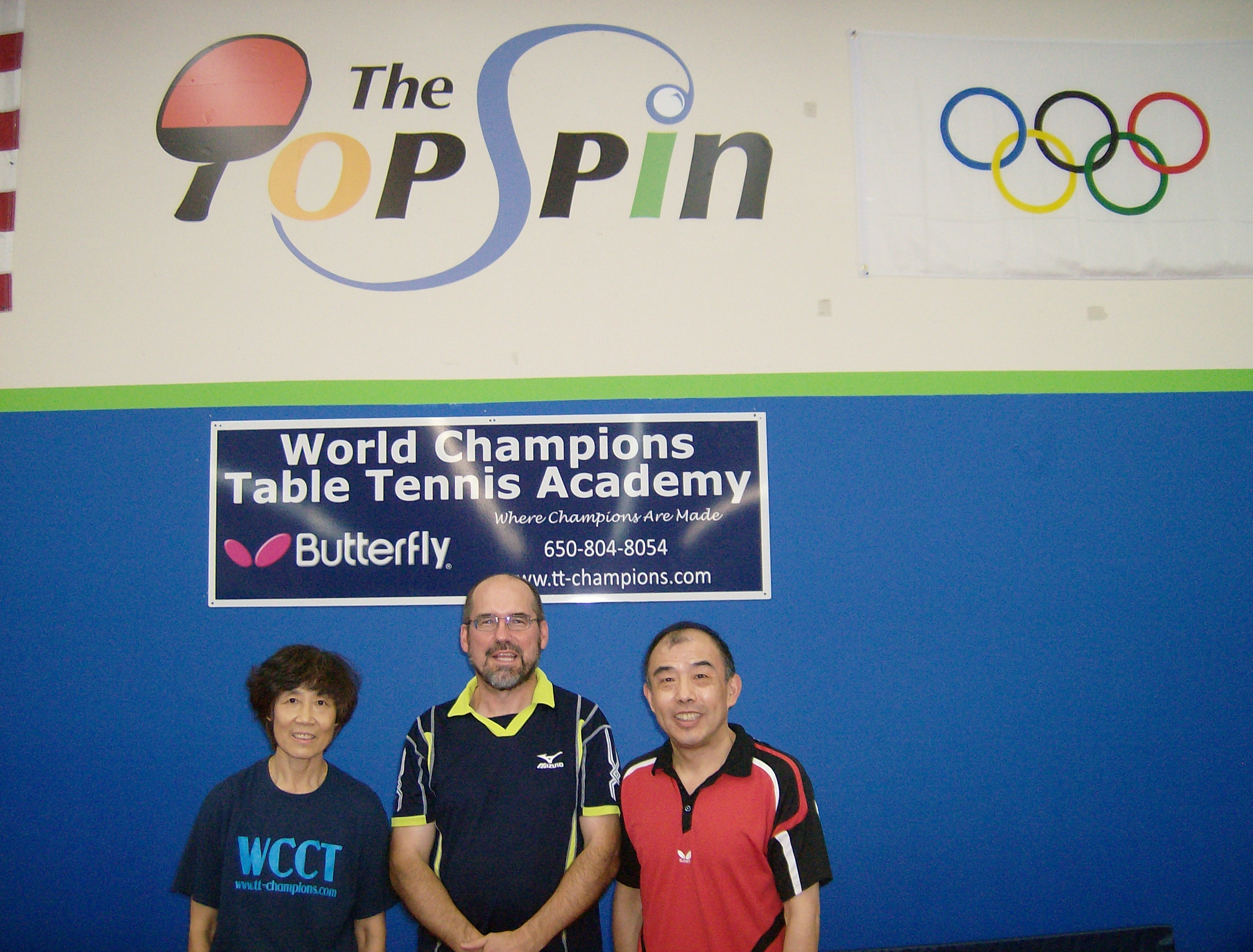
لی ژنشی (لباس سرخ) - ۲۰۱۱

لی ژنشی (انگلیسی: Li Zhenshi؛ زادهٔ ) یک بازیکن تنیس روی میز اهل جمهوری خلق چین است. 
وی در مسابقات کشوری و بین‌المللی در مجموع برنده ۴ مدال طلا، ۲ مدال نقره، ۳ مدال برنز شده‌است.